# Reyes Us Hernández
Reyes Us Hernández (ur. 1939 w Macalajau, departament Quiché, zm. 21 lipca 1980 tamże) – gwatemalski męczennik, ofiara wojny domowej w Gwatemali, błogosławiony Kościoła katolickiego.

## Życiorys
Urodził się w 1939 w Macalajau. Jako świecki był bardzo zaangażowany w życie swojej rodzinnej parafii. Żył w związku małżeńskim. 21 lipca 1980 roku w wieku 45 lat w czasie wojny domowej w Gwatemali został aresztowany i zamordowany przez szwadrony śmierci w Macalajau. 23 stycznia 2020 papież Franciszek podpisał dekret o jego męczeństwie, co otworzyło drogę do beatyfikacji jego i dziewięciu towarzyszy, jako tych, którzy zostali „zamordowani z nienawiści do wiary podczas długotrwałego prześladowania  Kościoła, zaangażowanego w ochronę godności i praw ubogich”, która odbyła się 23 kwietnia 2021 roku.